# Комиссия Кахана
Комиссия Ка́хана (вариант транскрипции: Комиссия Кагана, ивр.  וַעֲדַת כַּהַן‎ Ва'ада́т Ка́hан; официальное название: «Следственная комиссия для расследования событий в лагерях беженцев в Бейруте», ивр. ועדת-החקירה לחקירת הארועים במחנות הפליטים בביירות‎) — следственная комиссия во главе с Председателем Верховного суда Израиля Ицхаком Каханом, назначенная правительством Израиля для расследования обстоятельств резни в Сабре и Шатиле, палестинских лагерях беженцев в западном Бейруте, с 16 по 18 сентября 1982 года, в период Ливанской войны 1982 года.
В отчёте комиссии, опубликованном 8 февраля 1983 года, комиссия, с одной стороны, признала прямую ответственность ливанских христиан-фалангистов за резню мирных палестинских граждан в лагерях беженцев, но, с другой стороны, руководствуясь принципом моральной ответственности, возложила косвенную ответственность за допущение резни, вследствие ряда халатных действий и упущений, на высших политических и военных руководителей Израиля.

## Предпосылки назначения комиссии
С 16 по 18 сентября 1982 года, вскоре после ввода израильских войск в западный Бейрут в процессе Ливанской войны 1982 года, произошла резня в палестинских лагерях беженцев Сабра и Шатила в западном Бейруте.
Описания состояния лагерей после резни, наполнившие прессу, шокировали мировую и израильскую общественность.
Новости о событиях вызвали в Израиле волну общественного протеста. Первичная реакция правительства и Армии обороны Израиля на сообщения — отрицание осведомлённости о причинах резни — усугубило впечатление намеренного покрывательства и ожесточило международную критику и общественную критику в Израиле.
События пробудили также широкую общественную дискуссию по поводу принципиального вопроса оправданности израильского вмешательства в ход Гражданской войны в Ливане и послужили противникам войны в качестве аргумента правоты их позиции.
Сразу после осознания масштабов трагедии стала ясна необходимость проверки действий правительства и армии, как для выявления ответственных за упущение, если таковые найдутся, так и в качестве ответа на обвинение израильской армии в совершении резни.
Однако правительство под влиянием премьер-министра Менахема Бегина, описавшего обвинения в сторону Израиля как «кровавый навет», отказалось отдать указание о проведении проверки событий. Парламентская коалиция также предотвратила попытку провести решение о назначении следственной комиссии через кнессет.
Этот отказ ужесточил критику Израиля на международной арене.
В Израиле общественная критика вылилась в массовые акты протеста, обращения в правительство со стороны общественных организаций и деятелей, сообщения об отставке видных офицеров армии, достигнув своего апогея в беспрецедентной по своим масштабам демонстрации, устроенной организацией «Шалом ахшав» и оппозиционной партией «Маарах» 25 сентября на площади Царей Израилевых в Тель-Авиве, это была крупнейшая в истории Израиля демонстрация, в которой приняло участие приблизительно 400 тысяч израильтян (более десяти процентов еврейского населения страны).
Министры партии «МАФДАЛ» угрожали покинуть коалицию, если не будет произведено полномасштабное расследование событий, а один из лидеров либеральной фракции возглавляемой Бегином партии «Ликуд», министр энергообеспечения Ицхак Берман, воплотил свою угрозу и вышел в отставку из-за отказа правительства отдать указание о расследовании событий.
Уже осознав, что ему не остаётся выбора, как только отдать указание о проверке событий, Менахем Бегин пытался провести решение об ограниченной проверке, избегая назначения официальной следственной комиссии. Однако, когда и такая возможность была отвергнута общественным мнением, в особенности после выступления по телевидению Президента Израиля Ицхака Навона, однозначно призвавшего правительство не медлить с решением вопроса, правительство решило отдать указание о назначении государственной следственной комиссии.

## Деятельность комиссии
28 сентября 1982 года правительство Израиля приняло решение о назначении следственной комиссии, определив её полномочия таким образом:

«Вопрос, который будет темой расследования: расследовать все факты и факторы, связанные со зверствами, совершёнными подразделением Ливанских сил против гражданского населения в лагерях Шатила и Сабра».
Оригинальный текст (иврит).הענין שיהיה נושא החקירה הוא: לחקור את כל העובדות והגורמים הקשורים במעשי הזוועה שבוצעו ע"י יחידה מן הכוחות הלבנוניים נגד האוכלוסיה האזרחית במחנות שתילה וסברה
Вследствие решения правительства председатель Верховного суда Израиля Ицхак Кахан, который возглавил комиссию, назначил дополнительных членов комиссии: судью Верховного суда Аарона Барака и генерала запаса Йону Эфрата.
В качестве уполномоченных представителей комиссии по сбору информации были назначены заместитель Государственного прокурора Дорит Бейниш, старший помощник прокурора Центрального округа Эдна Арбель и подполковник полиции Алекс Иш-Шалом. Секретарём комиссии был назначен магистрат Верховного суда Давид Бертов.
Перед началом заседаний члены комиссии посетили Бейрут, однако из-за возражений ливанской армии не были допущены в лагеря беженцев.
В дальнейшем комиссия провела 60 заседаний, включая допрос 58 свидетелей. Часть слушаний прошла за закрытыми дверьми. Дополнительные документы были предоставлены комиссии её представителями по сбору информации, которые, помимо прочего, провели опрос дополнительных 163 свидетелей.
Комиссия приложила усилия получить свидетельские показания и от лиц, проживающих за границей, несмотря на отсутствие формальных полномочий на выдачу им приказа о явке. Была также предоставлена возможность дать свидетельские показания секретно (ею воспользовался, например, начальник генштаба фалангистов Фади Фрем (араб. فادي أفرام‎)). Некоторые лица отказались от дачи свидетельских показаний, среди них представители «Красного Креста» и журналист газеты «Нью Йорк Таймс» Томас Л. Фридман, опубликовавший в газете собственное расследование событий.
24 ноября комиссия разослала формальные предупреждения лицам, на которых могут отрицательно повлиять выводы комиссии.

## Отчёт комиссии
Отчёт комиссии был подписан 7 февраля 1983 года и опубликован на следующий день. Комиссия постановила ограничить публикацию приложения № 2 к отчёту по соображениям государственной безопасности и внешних сношений Израиля.

### Прямая ответственность за резню
Комиссия постановила, что резня в Сабре и Шатиле была устроена и проведена отрядами ливанских правохристиан-фалангистов — союзников Израиля в Ливанской войне 1982 года — под командованием Или Хобейки (араб. إيلي حبيقة‎).
При этом комиссия нашла необоснованным предположение, что в резне была замешана «Армия Южного Ливана» под командованием Саада Хаддада.
Комиссия также нашла несостоятельными утверждения о присутствии израильских военных на территории лагерей в период резни. Также комиссия не обнаружила доказательств предварительной договорённости по поводу предстоящей резни между израильскими военными или политическими представителями и лидерами фалангистов.
Комиссия обнаружила также, что из израильского наблюдательного поста на окраине Шатилы не были видны узкие улицы лагерей беженцев, и предположение об осведомлённости израильских командиров о совершающейся резне, помимо отрывочных сведений, не нашло обоснования.

### Косвенная ответственность за резню
Комиссия постановила, что необоснованность предположений о прямой ответственности израильских деятелей не устраняет необходимости проверки косвенной ответственности за резню.
При этом комиссия подчеркнула, что в данном контексте речь не идёт об уголовной ответственности, а о моральной и общественной ответственности за совершённое злодеяние. По этому поводу комиссия провела аналогию между резнёй и еврейскими погромами, после которых часто выдвигалось требование о признании ответственности не замешанных напрямую властей за допущение погромов.
Комиссия отметила, что её отчёт не предназначен для рассмотрения ответственности других держав, хотя при поднятии вопроса косвенной ответственности невозможно не отметить отказ регулярной ливанской армии ввести по просьбе Израиля войска в лагеря беженцев во избежание зачисток со стороны фалангистов, недостаточное давление в этом вопросе со стороны представителей США и поспешный вывод международных миротворческих сил из Бейрута незадолго до резни.

### Фактический анализ
В контексте проверки косвенной ответственности комиссия установила следующие основополагающие факты:
- Взаимная ненависть ливанских христиан-фалангистов — союзников Израиля в Ливанской войне 1982 года — и палестинцев (уже выливавшаяся в прошлом в резню мирного населения, как, например, резня в Дамуре, совершённая палестинцами в январе 1976 года, или резня в Тель-Заатаре, совершённая христианами в августе 1976 года) была известна политическим и военным деятелям Израиля. Лидеры фалангистов не скрывали и своих стремлений выселить палестинских беженцев из Ливана.

- Разведслужбы Израиля разошлись во мнении по поводу отношения к фалангистам: в то время как Управление военной разведки относилось к сотрудничеству с фалангистами крайне скептически и подчёркивало, помимо прочего, грубые нарушения норм боевой этики с их стороны, «Моссад» считал фалангистов добросовестными союзниками и дисциплинированной боевой организацией, которая не допустит в дальнейшем нарушений правил ведения боя[c 12]. Правительство Израиля было склонно придерживаться мнения «Моссада» в этом вопросе.
- После ввода израильских войск в западный Бейрут, произведённого на следующий день после убийства лидера фалангистов Башира Жмайеля 14 сентября 1982 года, израильские войска окружили палестинские лагеря беженцев, в которых по оценкам скрывались боевики ООП, не уехавшие из Бейрута вопреки договору от 19 августа.
- Количество жертв среди солдат Армии обороны Израиля пробудило в Израиле общественную критику в связи с пассивной ролью фаланг в военных действиях в Ливане. Зачистка лагерей была возложена на фалангистов, как из-за отказа на ввод сил регулярной ливанской армии в лагеря, так и в качестве ответа на вышеуказанную общественную критику, а также в связи с признанием способностей фалангистов опознавать среди мирного населения боевиков и обнаруживать скрытые склады боеприпасов.
- Приказ о разрешении на вход отрядов фалангистов в Сабру и Шатилу был отдан министром обороны Ариэлем Шароном 15 сентября, и сообщение об этом решении было представлено Шароном правительству лишь вечером 16 сентября, после входа фалангистов в лагеря. Вопрос опасности развития резни не поднимался в правительстве, если не считать оставленную без внимания реплику заместителя премьер-министра Давида Леви в конце заседания[c 13].
- Комиссия обнаружила, что слухи о совершающейся резне ходили среди израильских офицеров, на основе расслышанных по рации переговоров фалангистов (недостаточное рассмотрение докладов об этих сообщениях послужит одной из основных причин наложения личной ответственности за резню) и, в одном случае, прямого свидетельства двух актов убийства заместителем командира бронетанковой роты, расположенной на окраине лагерей (доклад об убийствах не был передан из-за ошибочного предположения, что командир батальона уже информирован о событиях). Связной офицер фалангистов в расположении израильской армии, Джери Сукар, также информировал израильских офицеров о 300 убитых в боях, ведущихся в лагерях.

На основе изученного материала комиссия постановила, что косвенная ответственность израильских деятелей за резню выражается в двух аспектах:
- В процессе принятия решения о разрешении на вход отрядов фалангистов в лагеря беженцев не придали достаточно внимания риску потенциального развития резни, несмотря на осознание низких стандартов боевой этики со стороны фалангистов и их ненависти к палестинцам, в особенности спустя несколько дней после убийства лидера фалангистов Башира Жмайеля. Комиссия отметила, что разрешение на вход фалангистов в лагеря беженцев само по себе нельзя признать явной ошибкой, но очевидно, что существующий риск неблагоприятного развития событий обязывал, как минимум, обеспечить должный надзор за действиями фалангистов в лагерях.
- Отрывочная информация о совершающейся в лагерях резне не заслужила должного внимания со стороны должностных лиц и не была достаточно активно проверена, что позволило резне беспрепятственно продолжаться.

### Личные выводы комиссии
На основе принципа косвенной ответственности комиссия рассмотрела вопрос личной ответственности девяти израильских политических и военных деятелей.

#### Премьер-министр, Менахем Бегин
Комиссия постановила, что премьер-министр Менахем Бегин не был информирован заранее о решении разрешить вход отрядов фалангистов в палестинские лагеря беженцев и был поставлен перед этим фактом министром обороны Ариэлем Шароном в ходе заседания правительства вечером 16 сентября. В связи с оптимистичным характером сводок информации о ходе военных действий в западном Бейруте, которые Бегин получал от Шарона и Начальника генштаба армии Рафаэля Эйтана, Бегина сложно обвинить и в том, что он не отдал указ об отмене этого решения.
При этом комиссия заметила противоречия в свидетельских показаниях Бегина и затруднилась принять на веру его утверждение о том, что риск развития резни был непредсказуем. В связи с этим комиссия постановила, что Бегин, вначале допустивший принятие решения о входе фалангистов в лагеря без его личного вмешательства, а затем не требовавший подробных сводок о развитии событий в Бейруте после заседания правительства 16 сентября, проявил непозволительное для его поста равнодушие в отношении хода боевых действий в Бейруте и возможного развития событий в лагерях беженцев, что накладывает на него определённую меру личной ответственности за события.

#### Министр обороны, Ариэль Шарон
В отношении министра обороны Ариэля Шарона комиссия постановила, что Шарон проигнорировал риск развития резни в лагерях беженцев. Преимущества ведения зачистки лагерей от боевиков посредством отрядов фалангистов не должны были затмить осознание опасности неконтролируемого контакта фалангистов с палестинским населением.
Перед Шароном не было представлено чёткого мнения разведслужб в отношении предстоящей опасности, однако и в этом следует, по мнению комиссии, отметить ответственность Шарона, принявшего необдуманное решение о входе фалангистов в лагеря без предварительного обсуждения с разведслужбами. Такое обсуждение не состоялось и в правительстве, которое, включая премьер-министра, узнало от Шарона о входе фалангистов в лагеря лишь задним числом.
Комиссия отметила, что даже если вход фалангистов в лагеря был необходим, Шарон должен был принять все необходимые меры для предотвращения неблагоприятного развития событий, как то требование более активного контроля за действиями фалангистов, разъяснение недопустимости насильственных действий лидерам фалангистов и т. п., а если подобные меры были бы расценены как неэффективные, Шарон был бы обязан предотвратить вход фалангистов в лагеря.
При этом комиссия не обнаружила доказательств осведомлённости Шарона с предварительными докладами о совершающейся резне после её начала.
На этой основе комиссия определила косвенную личную ответственность Шарона за события.

#### Министр иностранных дел, Ицхак Шамир
17 сентября с Ицхаком Шамиром, на тот момент министром иностранных дел Израиля, связался министр телекоммуникаций Мордехай Ципори, который сообщил Шамиру о слухах, переданных ему знакомым военным корреспондентом Зеэвом Шиффом, о бойне, совершающейся в Бейруте.
Комиссия заметила противоречия между версией Ципори и версией Шамира, который отрицал упоминания слова «бойня» (ивр. שחיטה‎) в разговоре с Ципори, и отметила общий скептический подход Шамира к Ципори, чьё несогласие с ведением войны в Ливане было известно Шамиру.
Однако комиссия сочла, что Шамир не проявил должной бдительности в отношении сообщения Ципори, не предпринял мер для выяснения информации и не известил об информации министра обороны. В связи с этим комиссия признала Шамира ответственным в определённой мере за непредотвращение резни.

#### Начальник генштаба армии, Рафаэль Эйтан
В отношении Начальника Генерального штаба Армии обороны Израиля, генерал-лейтенанта Рафаэля Эйтана, комиссия пришла к выводам сходным с выводами о министре обороны. Комиссия сочла, что Эйтан также проигнорировал опасность развития резни в лагерях в процессе принятия решения о входе фалангистов в Сабру и Шатилу и не обратил внимания министра обороны Ариэля Шарона на данную опасность. Меры, предпринятые Эйтаном для поддержания контроля за действиями фалангистов, как то прослушивание переговоров фалангистов по рации, обмена связными офицерами и размещение наблюдательного поста на окраине Шатилы, очевидно оказались недостаточными для необходимого контроля.
Более того, отрывистые сообщения о проводящейся в лагерях резне не побудили Эйтана лично проверить информацию, и он удовольствовался тем, что лидеры фалангистов сами не информировали его о событиях в лагерях.
На основе данных выводов комиссия признала Эйтана косвенно ответственным за события.

#### Глава военной разведки, Йехошуа Саги
Комиссия обнаружила, что в соответствии с версией главы Управления военной разведки, генерал-майора Йехошуа Саги, он не знал о входе фалангистов в лагеря беженцев до утра 17 сентября. Комиссия затруднилась принять на веру данную версию, исходя из того, что в предшествующие входу фалангистов дни Саги не раз лично присутствовал при обсуждении вопроса, и лишь глубочайшее равнодушие к происходящему вокруг него могло бы объяснить подобное незнание.
Комиссия заметила, что более вероятным является предположение, что скептическое мнение Саги в отношении фалангистов было известно и непопулярно, и он предпочитал воздерживаться от высказывания своего мнения, дабы не привлекать в очередной раз огонь к своей персоне.
Так или иначе, комиссия постановила, что Саги, не проявивший должной бдительности при обсуждении вопроса входа фалангистов в лагеря беженцев и не предупредивший о грозящей опасности, также косвенно несёт ответственность за события. Более того, Саги несёт ответственность также и за непринятие мер для более активного выяснения доклада о смерти 300 человек в боях в лагерях, переданного Саги по информации от связного фалангистов.

#### Глава «Моссада», Нахум Адмони
В соответствии с общей ролью «Моссада» в отношениях с фалангистами и его оптимистической оценки военного сотрудничества с фалангистами, от «Моссада», как заметила комиссия, сложно было ожидать прямых действий по предотвращению решения о входах фалангистов в Сабру и Шатилу. Несмотря на это, от главы «Моссада», Нахума Адмони, ожидалось, как минимум, информировать правительство о теоретической возможности неблагоприятного развития событий в лагерях беженцев.
Однако, исходя из того, что Адмони вступил в должность лишь 12 сентября, комиссия постановила, что, если и есть возможность определить некоторую меру ответственности Адмони за события, данную ответственность не следует признать значительной.

#### Командир Северного военного округа, Амир Дрори
Комиссия не нашла доказательств того, что Командир Северного военного округа Армии обороны Израиля, генерал-майор Амир Дрори, знал о совершающейся в Сабре и Шатиле резне. При этом именно Дрори предпринял значительные усилия убедить ливанскую армию ввести войска в лагеря беженцев во избежание необходимости входа фалангистов и в конечном счёте дал приказ о выводе фалангистов из лагерей, получив достоверную информацию о событиях в лагерях.
Однако было отмечено, что Дрори недооценил серьёзность первичных отрывочных сведений о событиях в лагерях, доведённых до его внимания, и не предпринял достаточную инициативу обратить внимание Начальника генштаба Рафаэля Эйтана на эти сведения, и в связи с этим следует признать частичную косвенную ответственность Дрори за события.

#### Командир дивизии, Амос Ярон
Комиссия определила, что командир 96-й дивизии, расположенной в Бейруте и ответственной за участок, включающий Сабру и Шатилу, бригадный генерал Амос Ярон, получил отрывчатые сведения о событиях в лагерях ещё с вечера 16 сентября, однако не предпринял должных мер для проверки сведений и передачи информации командиру Северного военного округа Амиру Дрори.
Комиссия предположила, что Ярон, во избежание потерь в дивизии, предпочитал ведение военных действий в лагерях беженцев посредством фалангистов, но это привело его к явной ошибке в понимании требуемых в такой ситуации мер, что накладывает на Ярона меру косвенной ответственности за события в лагерях.

#### Помощник министра обороны, Ави Дудаи
Проверив действия помощника министра обороны, Ави Дудаи, во время резни, комиссия обнаружила, что до Дудаи не дошли сообщения о слухах о событиях в лагерях беженцев, и поэтому нет возможности усмотреть ответственность Дудаи за непредотвращение событий.

### Организационные выводы комиссии
Комиссия добавила к личным выводам следующие организационные выводы:
- Процесс передачи информации о ведении военных действий премьер-министру не осуществлялся должным образом.
- Решение о разрешении на вход фалангистов в лагеря беженцев не было взвешено должным образом и было принято, несмотря на его важность, без участия премьер-министра, министра иностранных дел и глав разведслужб, что может свидетельствовать о порочных нормах в отношении к должным процессам принятия решений.
- Выявились значительные недостатки в процессах передачи информации, включая разведданные и оперативные данные, от младшего командного состава армии к старшему командному составу, а также от командования армии в правительство.

### Личные рекомендации
На основе выводов о личной ответственности комиссия рекомендовала правительству принять следующие меры:
- Премьер-министр Менахем Бегин, министр иностранных дел Ицхак Шамир, глава «Моссада» Нахум Адмони, Командир Северного военного округа Амир Дрори — комиссия рекомендовала ограничиться декларацией о наложении личной ответственности без принятия дополнительных мер.
- Министр обороны Ариэль Шарон — комиссия рекомендовала министру обороны извлечь личные выводы из отчёта комиссии, а премьер-министру взвесить, если не последует добровольной отставки, отстранение Шарона от должности.
- Начальник генштаба армии Рафаэль Эйтан — исходя из факта, что каденция Эйтана подходила к концу в апреле 1983 года, комиссия рекомендовала ограничиться декларацией о наложении личной ответственности без принятия дополнительных мер.
- Глава Управления военной разведки, Йехошуа Саги — комиссия рекомендовала прекратить службу Саги на посту главы военной разведки.
- Командир дивизии Амос Ярон — комиссия рекомендовала отстранить Ярона от командных постов на период не менее трёх лет.

## Последствия отчёта комиссии
Отчёт комиссии, копия которого была передана премьер-министру Менахему Бегину накануне официальной публикации, глубоко потряс Бегина, и так находившегося в тяжёлом душевном состоянии после кончины своей супруги Ализы 14 ноября 1982 года. Прочитав отчёт комиссии, Бегин собирался подать в отставку, но помощники отговорили его от этого шага.
10 февраля 1983 года в Иерусалиме состоялось массовое шествие, организованное движением «Шалом ахшав», участники которого требовали от правительства, проводившего в тот момент уже третье заседание по рассмотрению заключений комиссии, принять рекомендации комиссии. Около офиса премьер-министра противник демонстрации и террорист-одиночка Йона Аврушми бросил гранату в участников шествия, убив активиста Эмиля Гринцвайга и ранив ещё десять человек.
Под общественным давлением правительство, большинством голосов против одного голоса Ариэля Шарона, постановило принять рекомендации комиссии целиком. Однако, основываясь на нечёткости формулировки рекомендаций комиссии в отношении отставки Шарона, в соответствии с заключением юридического советника правительства Ицхака Замира было решено отстранить Шарона от должности министра обороны, но при этом оставить его в правительстве в должности «министра без портфеля».
Общественное мнение в Израиле по поводу рекомендаций комиссии разделилось: определённые части общества выразили недовольство относительной лёгкостью принятых мер, в основном в отношении отсутствия рекомендации об отставке премьер-министра Менахема Бегина и в отношении недостаточно чёткой формулировки рекомендации о министре обороны Ариэле Шароне, другие части общества осуждали комиссию в чрезвычайной строгости. Опрос, проведённый газетой «Маарив» в марте 1983 года показал, что около 56 % еврейского населения Израиля считают, что Ариэль Шарон должен остаться на своём посту, а около 51,7 % — сочли отчёт в целом слишком строгим.
Отчёт комиссии ознаменовал закат правительства Бегина. Бегин, критика на поведение которого нарастала ещё с момента дачи им противоречивых показаний перед комиссией Кахана, вдобавок ко всему обвинённый Шароном в предательстве за принятие рекомендаций комиссии, окончательно упал духом и всё меньше интересовался вопросами управления правительством.
Вдобавок к прочим неудачам, сложившаяся ситуация привела в конечном счёте к отставке правительства Менахема Бегина в конце августа 1983 года.

## Оценки за рубежом
Отчет комиссии был оценен в США и Западной Европе как значительный пример самокритики в демократическом государстве. В частности, министр внутренних дел Франции сказал, что «этот отчёт делает честь Израилю и дает миру новый урок демократии», а итальянская газета «La Stampa» написала:
Трудно найти другой такой народ, находящийся в состоянии войны, который бы позволил себе быть предметом такой открытой самокритики.
Британский журналист Роберт Фиск, однако, утверждает, что комиссия сделала выводы практически только исходя из показаний израильских офицеров и солдат, и что комиссия не допрашивала палестинцев, выживших после резни. Лидер отрядов фалангистов, действовавших в лагерях, Хобейка, жаловался, что его тоже не допросили и он «не смог доказать свою невиновность».

## Влияние отчёта комиссии на стандарт ответственности должностных лиц
Отчёт Комиссии Кахана, отошедший от классической функции следственной комиссии по установлению фактов по заданному вопросу к анализу ответственности должностных лиц, послужил (наравне с предшествующим ему отчётом Комиссии Аграната по расследованию причин неготовности Израиля к Войне Судного дня) важной вехой для закрепления норм ответственности представителей исполнительной власти в Израиле.
В соответствии с отчётом Комиссии Кахана:

«Отсутствие писаного закона, регулирующего определённые вопросы, не освобождает лицо, чьи действия находятся на рассмотрении следственной комиссии, от ответственности перед обществом за действия или бездействие, указывающие на неэффективность с его стороны, на невнимательное отношение к своим должностным обязанностям, а также на совершение действия по безрассудству, неосторожности, неосмотрительности и недальновидности […] Ни одна следственная комиссия не выполнит свою роль должным образом, если не проведёт подобного рода проверку в пределах своих полномочий в отношении каждого лица, чьи действия и бездействие находятся на рассмотрении, каковы бы ни были его должность и общественный статус».
Оригинальный текст (иврит)העדר כל חוק חרות בעניינים שונים איננו פוטר את האדם שמעשיו עומדים לביקורתה של ועדת חקירה מלתת את הדין מבחינה ציבורית על מעשים או מחדלים המצביעים על חוסר יעילות מצידו, על העדר תשומת לב ראויה לתפקידיו, ועל מעשים שנעשו בפזיזות, ברשלנות, בחוסר תבונה ומתוך אי ראית הנולד […] שום ועדת חקירה לא תמלא את תפקידה כראוי אם לא תערוך ביקורת כזו במסגרת סמכויותיה כלפי כל אדם שמעשיו ומחדליו נבחנים, יהא תפקידו ומעמדו הציבורי אשר יהיה
В то время как в нормах конституционного права Израиля явным образом закреплена лишь коллективная исполнительная ответственность всего правительства перед кнессетом при индивидуальной подотчетности членов правительства (министров) перед премьер-министром за исполнение возложенных на них функций (ст. 4 Основного закона: Правительство), Комиссия Кахана, как и Комиссия Аграната до неё, хоть и не сочла необходимым проверять аспекты «министерской ответственности» должностных лиц (в значении ответственности должностного лица за ошибки в деятельности вверенного ему аппарата без признаков личной вины должностного лица за такие ошибки), определила таким образом дополнительную категорию индивидуальной ответственности представителей исполнительной власти, как в её политическом звене, так и в звене её военного и бюрократического аппарата, возникающей у должностного лица при отступлении от принципа разумности в рамках своего дискреционного поведения и подлежащей рассмотрению в правовом и общественном поле. На основании данного подхода Комиссии Кахана само по себе соблюдение должностным лицом правовых норм более не могло служить основанием для его освобождения от общественной ответственности за отклонение от этических норм.
Главным новшеством в отчёте Комиссии Кахана стало определение двух видов личной ответственности: прямой и косвенной. Комиссия отметила, что в её роль не входит определение точного правового обоснования концепции косвенной личной ответственности, так как по мнению комиссии подобная ответственность имеет в первую очередь моральное обоснование, опирающееся на универсальную общественно-этическую концепцию. По определению комиссии подобная ответственность наступает в случае, когда должностное лицо не желало наступления отрицательного результата и лишь не обратило должного внимания на ожидаемые риски, когда должностное лицо располагало возможностью и несло обязанность предотвратить опасность, а также когда должностное лицо знало об определённом решении, но не предупредило о связанной с решением опасности, хоть то и ожидалось от него в силу его статуса и должности, то есть такого рода ответственность возникает как вследствие бездействия, так и вследствие неверной оценки результатов действий третьих лиц.
Профессор Йосеф Гросс высказал мнение, что выводы отчёта Кахана о косвенной личной ответственности не ограничиваются общественным полем и теоретически могут быть использованы судом и для определения пределов ответственности должностных лиц в юридических лицах, хоть и выразил сомнение в том, что ожидаемый от таких лиц стандарт поведения оправдывает применение столь высокой планки.

## Комментарии
1. ↑  ивр. כיכר מלכי ישראל‎. Ныне площадь Рабина.
2. ↑  Представители Бегина обратились к председателю Верховного суда Ицхаку Кахану с просьбой возглавить подобную проверку, но Кахан отказался, сославшись на тот факт, что в Верховный суд были поданы петиции с требованием указать правительству назначить следственную комиссию, рассмотрение которых не позволяет Кахану заниматься вопросом на данный момент.
3. ↑  Термин «Ливанские силы» (араб. القوات اللبنانية‎) подразумевал на тот момент ливанское политическое движение, основанное Баширом Жмайелем, состоявшее в первую очередь из военных подразделений христиан-маронитов (при содействии некоторых мусульман-шиитов) «Катаиб», широко известных как «Фаланги». Стоит заметить, что комиссия указала в отчёте, что необходимость расследования ответственности за резню вынудила её отклониться от дословной формулировки указа о назначении и не ограничиться расследованием вопроса ответственности одних лишь «Ливанских сил».
4. ↑  На этой основе комиссия сочла, что анализ принятия решений по поводу начала израильской военной операции в Ливане, как и, собственно, ввода израильских войск в западный Бейрут, не входит в её компетенцию.
5. ↑  Кахан собирался предложить должность главы комиссии судье Верховного суда Меиру Шамгару, однако Шамгар не смог принять предложения из-за тяжёлой болезни, а в дальнейшем и кончины, своей жены
6. ↑  Несмотря на отказ от дачи показаний в комиссии, организация предоставила комиссии документы по делу.
7. ↑  Следственная комиссия не ограничена формальными правилами уголовного права и не имеет полномочий применения общих уголовно-правовых санкций, однако её отрицательные выводы по поводу ответственности должностного лица могут значительно повлиять на это лицо, особенно если они сопровождаются рекомендацией о дальнейшем исполнении должности. В связи с этим принято (в случаях, в которых комиссия предполагает на основе предварительной проверки возможность включить в своём отчёте выводы и рекомендации личного плана) обеспечивать право на защиту потенциально затронутым выводами лицам, предоставляя им возможность ознакомиться с материалами комиссии, воспользоваться помощью адвоката в дальнейшей деятельности комиссии и допрашивать ключевых свидетелей.
8. ↑  10 из 108 страниц отчёта.
9. ↑  На тот момент называлась «Армия свободного Ливана».
10. ↑  Комиссия определила, что помощь израильской армии фалангистам после входа отрядов фалангистов в лагеря ограничивалась, по предварительной договорённости, стрельбой осветительными ракетами.
11. ↑  В качестве аналогии подобной ответственности комиссия также привела библейский пример общественного покаяния за убийство, совершённое неизвестным (Книга Дварим (Второзаконие) 21:1—9.
12. ↑  «Моссад» считал также, что фалангисты будут вынуждены изменить своё отношение к палестинцам ради предотвращения конфликта с арабскими странами (в свете победы лидера фалангистов Башира Жмайеля на августских президентских выборах в Ливане).
13. ↑  Бегин утверждал, что не расслышал реплики, так как был занят формулировкой коммюнике заседания.
14. ↑  На основе прецедента «Комиссии Аграната» по расследованию причин неготовности Израиля к Войне судного дня комиссия воздержалась от рассмотрения вопроса ответственности командного состава ниже звания бригадного генерала. Это решение основывалось также на уверенности комиссии в готовности Армии обороны Израиля провести дополнительное внутреннее расследование с целью выявления ответственности дополнительных офицеров и извлечения организационных выводов. Однако подобное расследование не было проведено: Шифф и Яари, «Война-заблуждение», с. 332—333.
15. ↑  Бегин впервые услышал о резне, слушая радио «Би-би-си» вечером 18 сентября.
16. ↑  Дополнительная дивизия под командованием Ицхака Мордехая занимала участок от порта Бейрута до центра города: Шифф и Яари, «Война-заблуждение», с. 323.
17. ↑  Бегин, сам часто прибегавший к образам преследования евреев в мире, был также глубоко оскорблён аналогией, проведённой комиссией между невмешательством царских властей при еврейских погромах и непринятием мер для предотвращения резни со стороны правительства Израиля: Шилон, «Бегин», с. 408—409.
18. ↑  Результаты опроса, проведённого 15—23 марта, были опубликованы в газете «Маарив» 1 апреля 1983 года (с. 1, 11). Опрос включил 1216 респондентов из еврейского населения Израиля (не включая Иудею и Самарию и Голанские высоты). Слишком строгими рекомендации сочли 22,2 % в отношении Бегина, 49,4 % в отношении Шарона, 22,4 % в отношении Шамира, 48,7 % в отношении Эйтана, 56 % в отношении Саги. Слишком лёгкими — 16,6 % в отношении Бегина, 6,1 % в отношении Шарона, 11,9 % в отношении Шамира, 5,5 % в отношении Эйтана, 2,2 % в отношении Саги. Справедливыми — 38,9 % в отношении Бегина, 30,9 % в отношении Шарона, 25,5 % в отношении Шамира, 13,6 % в отношении Эйтана, 20,1 % в отношении Саги. Затруднились ответить — 17 % в отношении Бегина, 8,3 % в отношении Шарона, 34,4 % в отношении Шамира, 26,4 % в отношении Эйтана, 15,5 % в отношении Саги. Остальные респонденты (от 5,3 % до 6,9 %) отказались отвечать на часть вопросов. В целом рекомендации комиссии сочли слишком лёгкими 2,7 % населения (1.8 % сторонников «Ликуда», 3,4 % сторонников «Маараха»), слишком строгими 51,7 % населения (71.5 % сторонников «Ликуда», 26,9 % сторонников «Маараха»), справедливыми 31,4 % населения (15.3 % сторонников «Ликуда», 59,3 % сторонников «Маараха») (остальные респонденты привели другие ответы или отказались отвечать).